# Scrisoare neexpediată
Scrisoare neexpediată (titlul original: în rusă Неотправленное письмо, transliterat: Neotpravlennoe pismo) este un film dramatic sovietic, realizat în 1960 de regizorul Mihail Kalatozov, protagoniști fiind actorii Tatiana Samoilova, Innokenti Smoktunovski și Vassili Livanov. 

## Rezumat
Trei geologi, doi bărbați și o femeie și însoțitorul lor se află într-o expediție de cercetare în taigaua siberiană pentru a găsi zăcăminte de diamante. În timp ce Sabinin, liderul expediției, continuă să scrie cu fiecare ocazie o scrisoare soției sale, relația dintre ceilalți trei este tensionată: Serghei, însoțitorul, se îndrăgostește de Tanja, dar ea este împreună cu Andrei, ceea ce nu rămâne un secret.
Descoperirea diamantelor vine așadar ca o mântuire, dar a doua zi, fără voia lor situația se schimbă extrem: izbucnește un incendiu de pădure care îi izolează de tabără. Niciunul dintre cei patru nu supraviețuiește odiseei lor prin foc, ploaie și în cele din urmă zăpadă.

## Distribuție
- Innokenti Smoktunovski – Konstantin Sabinin
- Tatiana Samoilova – Tania
- Vasili Livanov – Andrei
- Evgheni Urbanski – Serghei Stepanovici, călăuza din taiga
- Galina Kojakina – Vera, soția lui Sabinin
- Boris Kojuhov – rol episodic (nemenționat)

## Lansare
A fost lansat în anul 1960 și a avut parte de succes comercial, fiind vizionat de 11,5 milioane de spectatori în cinematografele din Uniunea Sovietică.

## Premii și nominalizări
Filmul a fost prezentat în selecția oficială în competiție la Festivalul de Film de la Cannes din 1960.